# 高米店南站
高米店南站是一个位于中国北京市大兴区高米店街道兴华大街、金星西路交叉口，属于北京地铁大兴线的地铁车站。

## 位置
高米店南站位于兴华大街同金星西路的交汇处。

## 结构

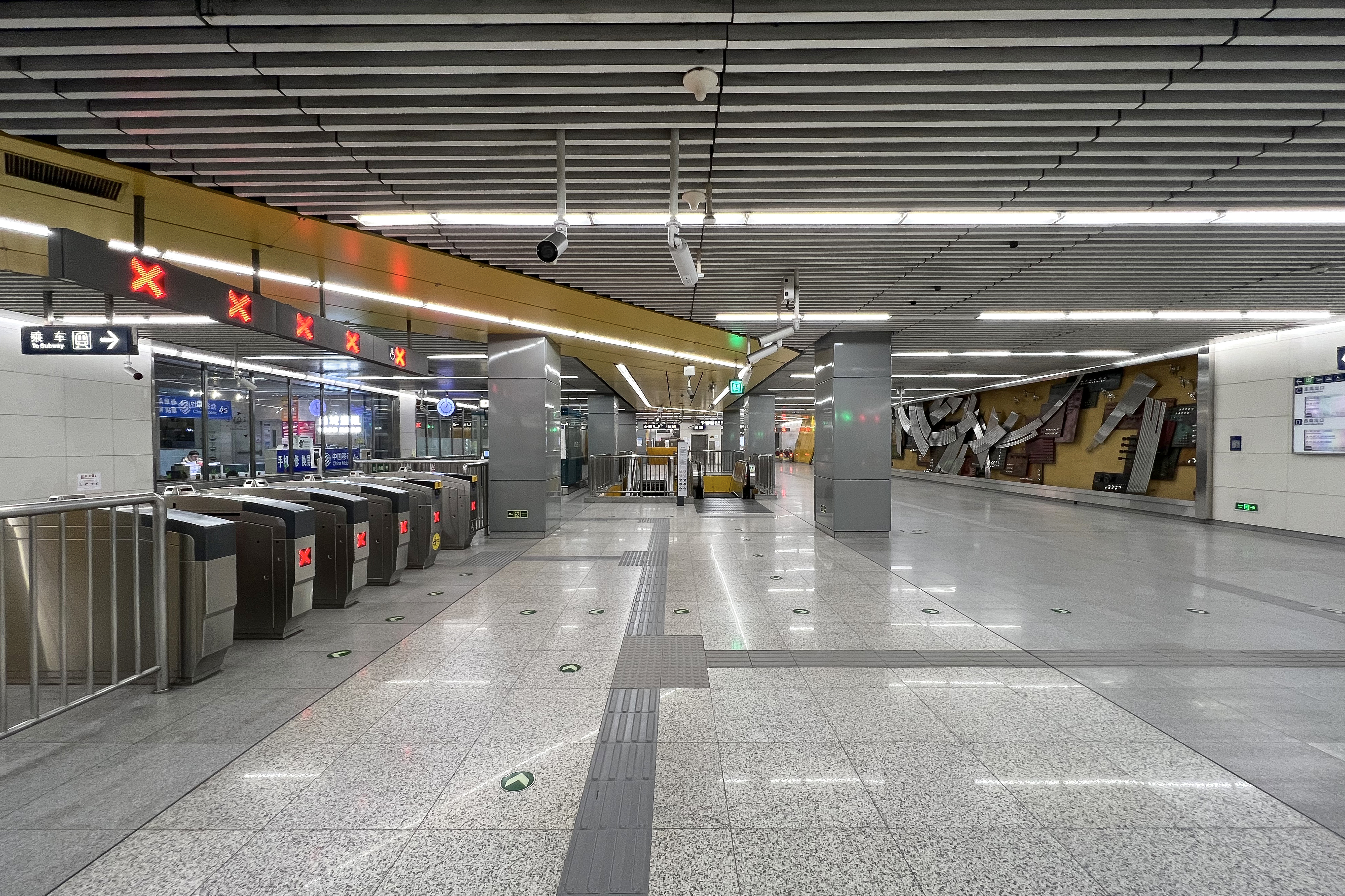
站厅

该站为地下车站，岛式站台设计。设5个出入口：A（西北）、B1（东北）、B2（东北）、C（东南）、D（西南）。装饰主题为《天籁之音》。站外有2处公交换乘港。
| 地面层          | 地面                     | A-D出入口                               |
| 地下一层 站厅层 | 站厅                     | 客务中心、自动售票机、进出站闸机        |
| 地下二层 站台层 |                          | █ 大兴线往安河桥北（4号线）（高米店北） |
| 地下二层 站台层 | 岛式站台，左側開门       |                                         |
| 地下二层 站台层 | █ 大兴线往天宫院（枣园） |                                         |

## 出入口
本站共设5个出入口，其中B2口通往地下商业设施，D口位于兴创大厦内部。
|                       |                  |                                                          |      |            |  |
| 编号                  | 指示             | 建议前往的目的地                                         | 图片 | 无障碍设施 |  |
| 出口 · A              | 兴华大街（西侧） | 首都师范大学附属中学大兴北校区、大兴区体育中心、滨河公园 |      | 不適用     |  |
| 出口 · B · 1          | 兴华大街（东侧） | 绿地中央广场                                             |      | 不適用     |  |
| 出口 · B · 2          | 金星西路（北侧） | 地铁尚城                                                 |      | 不適用     |  |
| 出口 · C · 升降机标志 | 兴华大街（东侧） | 金星公园                                                 |      |            |  |
| 出口 · D              | 兴华大街（西侧） | 大兴区人民检察院、大兴区人民法院                         |      | 不適用     |  |
| 註： 設有             |                  |                                                          |      |            |  |